# Isère (département)
Pour les articles homonymes, voir Isère.
L'Isère (/i.zɛʁ/ ; en francoprovençal : Isara) est un département français de la région Auvergne-Rhône-Alpes, tirant son nom de la rivière Isère (affluent de la rive gauche du Rhône). L'Insee et La Poste lui attribuent le code 38. Sa préfecture est Grenoble. Ses habitants sont les Isérois et Iséroises.
Le département recouvre une grande partie de l'ancienne province du Dauphiné, dont la capitale était Grenoble. C'est le dixième département le plus vaste de France, le deuxième le plus peuplé de sa région.

## Étymologie
L'origine du mot Isère n'est pas clairement identifiée, et pourrait avoir deux origines différentes :
- du celtique Isar, c'est-à-dire « fer », minerai qui devait sans doute être abondant le long des rives de l'Isère à l'époque protohistorique ;
- du gaulois Isara (« l'impétueuse, la rapide »), qui caractérise bien cette rivière alpine avant que la régulation du débit ait été effectuée (grâce, entre autres, au barrage du Chevril mis en service en 1953, sans pour autant supprimer totalement les risques d’inondation) ;

Ce nom de rivière se retrouve un peu partout en Europe, comme l’Isar en Bavière ou l’Yser en Flandres, et même l’Oise (Isara, selon César). L'origine celtique du terme n'est pas assurée puisqu'on retrouve ce nom de rivière dans des zones que l'on suppose non influencées par la culture celtique (Vénétie, Thrace, Lituanie, etc.) mais sans certitude.
Dans un ouvrage de 2021, le linguiste Jacques Lacroix propose une autre hypothèse. Le nom de la rivière s'est formé sur un thème *Iso-, attesté dans diverses langues celtiques, et signifiant « en bas ». L'Isère serait ainsi une ancienne Isarā : « Eau du Bas » (du territoire), en référence à sa position géographique. La rivière naissait à l'extrémité sud-est des Ceutrons. Sur les trois quarts de son parcours, elle coulait chez les Allobroges, dans la partie inférieure de leur ancien territoire. Elle marquait également la frontière sud des Allobroges avec deux autres peuplades gauloises : les Vertamocores et les Ségovellaunes.

## Histoire
Une partie de l’ancienne province du Dauphiné viennois est devenue le département de l'Isère à la Révolution française, le 4 mars 1790 en application de la loi du 22 décembre 1789.

### Limites du département
Ses limites avec le département du Rhône furent plusieurs fois modifiées.
En 1852, l'apparition de zones urbanisées en périphérie de Lyon conduit à rattacher les communes iséroises de Bron, Vaulx-en-Velin, Vénissieux, Villeurbanne et La Guillotière au Rhône. Avant cette date, la commune de Lyon était limitrophe de l'Isère.
En 1967 est créée la communauté urbaine de Lyon. Les structures intercommunales de l'époque ne pouvant dépasser les limites des départements, 23 communes de l'Isère et 6 communes de l'Ain sont rattachées au Rhône.
En 1971, Colombier-Saugnieu est détachée de l'Isère.

### Préhistoire
L'histoire du territoire qu'occupe actuellement le département de l'Isère est riche et les premières traces humaines remonteraient au paléolithique moyen vers 200 000 av. J.-C. où les hommes s'installèrent dans les massifs de la Chartreuse et du Vercors malgré le climat froid qui pouvait régner à cette époque. Plusieurs sites isérois confirment cette présence notamment sur la grotte de Bury qui aurait été occupée pendant une période allant de 120 000 à 14 000 av. J.-C.. La répartition géographique de ces premiers « isérois » dépendit beaucoup de la météorologie, des périodes de glaciation, et de la répartition du gibier. Autour de 5 000 av. J.-C. les premiers groupes sédentaires prirent place sur les bords de la Chartreuse, du Vercors, du Trièves, dans la cluse de Voreppe et dans la plaine de Bièvre-Valloire où régnait à l'époque un climat chaud et humide rappelant celui que l'on pouvait trouver sur les bords de la Méditerranée et favorable à l'essor d'une agriculture locale.
La fin de la Préhistoire dans le département vit la naissance d'un site néolithique remarquable sur la rive sud du lac de Paladru où s’installa vers 2 700 av. J.-C. un village composé de cinq maisons familiales en bois, équivalant à une population d'environ 50 habitants. Ce site aujourd'hui sous les eaux du lac fait l'objet de fouilles. À cette période succéda la protohistoire et l'âge du bronze, avec l'apparition des premiers métallurgistes alpins entre 1300 et 1100 av. J.-C., certainement afin de répondre à une demande émanant d'utilisateurs locaux. La découverte de nombreux objets en bronze (haches, couteaux, bracelets…) sur les communes de Goncelin et d'Allevard montre l'importance de la métallurgie pratiquée par les bronziers autochtones. S'ensuivit l'âge du fer et l'apparition des premières tribus gauloises des Alpes…

### Époque romaine
Avant l'arrivée des Romains se trouvaient dans la région principalement quatre peuples gaulois, le plus important d'entre eux étaient les Allobroges dont le territoire s'étendait depuis Genève jusqu'à Cularo (Gratianopolis puis Grenoble) puis a Vienne qui en était la Capitale.
Entre 125 et 118 av. J.-C., les peuples gaulois du Sud-Est qu’étaient les Allobroges, les Arvernes et les Voconces, connurent un certain nombre de défaites face à Rome, et cette dernière put dominer une vaste contrée allant des Alpes aux Pyrénées donnant naissance à la province de la Gaule transalpine.
Vienne devint une cité romaine prospère et était à cette époque le principal centre économique politique et culturel du territoire qu'occupe aujourd'hui l'Isère. De nombreux monuments de cette époque sont encore visibles dans cette cité, notamment le temple d'Auguste et de Livie, le théâtre antique…

### Moyen Âge
Lors du Moyen Âge, l'Isère et Grenoble connurent une période de développement.
Rome céda sa place au royaume burgonde de 443 à 524 (date de la bataille de Vézeronce) qui lui-même fut suivi par les royaumes francs. Aux côtés de cette autorité royale se trouvaient les évêques qui jouissaient d'un rôle administratif et juridique croissant sur leurs diocèses, devenant ainsi des personnages d'autorité parmi les principaux. En Isère comme partout en Europe, la construction de nombreux châteaux marque la période du Moyen Âge inférieur au bas Moyen Âge (de 750 à 1500). Les fortifications connaissent de fortes évolutions, passant de la motte castrale avec des fortifications en bois, comme le montrent les recherches menées sur le site de la motte du Châtelard à Chirens, à des châteaux en pierre destinés à protéger le seigneur et à symboliser son autorité au sein du fief.
Vers l'an 1000 arrive une vague de construction de châteaux en Isère : cinq fortifications sont dénombrées en 980, et ce sont 120 châteaux en 1120. C'est à cette époque qu’apparaissent le Dauphiné et ses dauphins de Vienne, avec Guigues Ier d'Albon, reconnu comme le premier des dauphins. Cet homme ambitieux possède, à la fin du Xe siècle, un château, un village et une église à Vizille mais aussi des terres vers Roussillon au sud de Vienne. Il gagne ensuite, plusieurs titres et agrandit son domaine grâce à ses liens de parenté avec les évêques de Grenoble et Valence et grâce à une fine stratégie de mariages. Ainsi naît le Dauphiné, qui devient un état indépendant du Saint-Empire romain germanique. Le Dauphiné fut un état indépendant sur une période de plus de deux siècles pendant laquelle se déroulèrent de nombreux conflits avec le comté de Savoie. Et c'est le 29 mars 1349 par le traité de Romans que Humbert II céda le Dauphiné au roi de France Philippe VI de Valois.

### Époque moderne

Blason du département.

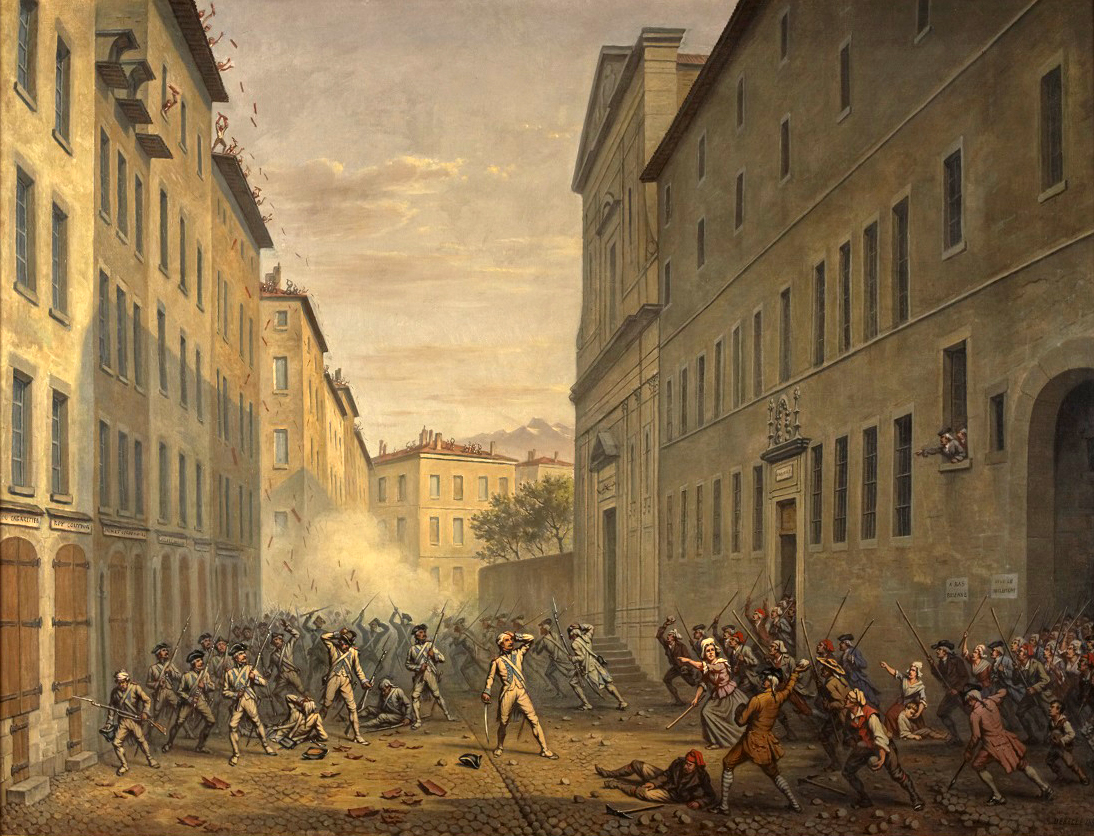
La Journée des Tuiles du 7 juin 1788 par Alexandre Debelle,
(musée de la Révolution française).

L'époque moderne voit la multiplication des places fortes lors du XVIe siècle dans le département et notamment autour de Grenoble, afin de se défendre d'éventuelles attaques de la Savoie dont les souverains se trouvent souvent parmi les rangs des ennemis des rois de France. Le XVIIe siècle est profondément marqué par le travail de François de Bonne de Lesdiguières, lieutenant-général du Dauphiné, qui se donne pour mission de maintenir la paix et de remettre en route la vie économique de la province. Le XVIIIe siècle, tout en étant une période de prospérité pour les Isérois, fut limité par l'exode protestant de la fin du XVIIe siècle, comme tout le reste de la France. Cependant, un célèbre paysan qui devint contrebandier, Louis Mandrin, mit à mal l'autorité, notamment en s'attaquant aux impopulaires fermiers généraux. Il reçut ainsi rapidement le soutien de la population. Cette période de calme et de prospérité permit ainsi le développement d'une vie intellectuelle qui se révéla très vivante, notamment à Grenoble où se fonda la bibliothèque publique qui comptait parmi ses membres Henri Gagnon, grand-père de Stendhal. Plusieurs « grands noms » isérois sont à noter dans ce siècle des Lumières comme Dolomieu, un des premiers géologues et litho-logiste français ; Vaucanson, inventeur et mécanicien qui contribua entre autres à l'automatisation des métiers à tisser ; Mably, philosophe et frère de Condillac lui aussi adepte de la philosophie ; Barnave homme politique… Ce dernier avec Jean-Joseph Mounier fut à l'origine de la journée des Tuiles, émeute qui se déroula le 7 juin 1788 à Grenoble, pendant laquelle la population de la ville affronta à coup de tuiles les troupes royales. C'est l'émeute notable du début de la Révolution française.
Les siècles suivant furent marqués par la révolution industrielle et l'essor du tourisme de montagne. Pour se développer, toutes les industries ont besoin de ressources naturelles, et l'Isère en propose de nombreuses, certaines issues des richesses apportées par la montagne (forêts, eau des torrents, sous-sols). Ces ressources ont permis de développer des activités de transformation comme la papeterie, le textile, la métallurgie ou des activités d'extraction (mine de fer, de plomb, d'argent…) qui sont pour certaines mises en place dès le Moyen Âge, comme l'atteste la présence de l'agglomération minière médiévale de Brandes. Le département dispose aussi de forces hydrauliques considérables et il est dès la fin du XIXe siècle un des départements les plus industrialisés du pays, comme en témoigna l'exposition internationale de la houille blanche et du tourisme qui se déroula à Grenoble du 21 mai au 25 octobre 1925. Différents secteurs d'activités bénéficièrent en plus de forts progrès de l'industrie de la fin du XIXe et du début du XXe siècle. Ainsi Paul Héroult installa en 1886 le premier four électrique de l'industrie métallurgique et commença la première coulée d'aluminium par voie électrolytique en France dans la ville de Froges. Cette usine d'aluminium qui existe toujours mais n'est plus en activité constitue un bel exemple d'architecture industrielle du début du XXe siècle.

### Seconde Guerre mondiale
Lors de la Seconde Guerre mondiale, le département fut occupé par l’Italie fasciste de novembre 1942 à septembre 1943. Cependant de nombreux résistants montèrent dans les massifs environnant notamment dans le maquis du Vercors qui fut une importante base de la Résistance française. La Chartreuse a aussi accueilli, dans une moindre mesure, des troupes de combattants résistants du 3e Bataillon et d'une compagnie du 4e Bataillon des francs-tireurs et partisans français des FFI, de mars 1943 à août 1944.

### XXIesiècle
Au 1er janvier 2016, la région Rhône-Alpes (à laquelle appartenait le département) fusionne avec la région Auvergne, pour devenir la nouvelle région administrative Auvergne-Rhône-Alpes.

## Politique

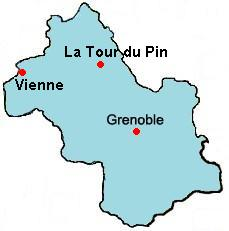
Préfecture et sous-préfectures de l'Isère.

Le conseil départemental de l'Isère est depuis avril 2015 présidé par Jean-Pierre Barbier (LR).
Le département de l'Isère est divisé en 13 territoires, chacun ayant une maison du conseil départemental afin d'apporter au plus près les services du conseil départemental :
- Isère Rhodanienne (Vienne)
- Porte des Alpes (Bourgoin-Jallieu)
- Haut-Rhône dauphinois (Crémieu)
- Vals du Dauphiné (La Tour-du-Pin)
- Bièvre-Valloire (Beaurepaire)
- Voironnais Chartreuse (Voiron)
- Sud Grésivaudan (Saint-Marcellin)
- Vercors (Villard-de-Lans)
- Agglomération grenobloise (Grenoble)
- Grésivaudan (Bernin)
- Oisans (Le Bourg-d'Oisans)
- Matheysine (La Mure)
- Trièves (Mens)

Le département a manifesté, à de maintes reprises, une personnalité politique originale, marquée notamment par l'influence des forces progressistes, puis de la gauche, dès la fin du XIXe siècle. On peut considérer que la Révolution française a commencé avec la Journée des Tuiles où les envoyés du Roi de France se firent faire une « conduite de Grenoble » par les Dauphinois en colère.
Le département a expérimenté après la Libération une période de communisme municipal avec la création d'une véritable « ceinture rouge de Grenoble », une douzaine de communes étant administrées par le PCF.
Plus récemment, les rapports de forces politiques isérois ont connu une progressive inflexion vers la gauche, notamment à partir de l'expérimentation de la concertation locale à Grenoble, pendant le long mandat municipal de Hubert Dubedout. La représentation parlementaire du département est plus équilibrée que ne le sont les rapports de forces nationaux, avec deux sénateurs de gauche sur quatre et une majorité de députés de gauche dans la représentation à l'Assemblée nationale. Cette situation n'est pas nouvelle. En 1967, sur les sept députés représentant alors le département, deux étaient des élus du PCF, trois représentaient la FGDS (dont Pierre Mendès France), deux seulement la majorité parlementaire d'alors. Lors des consultations présidentielles de 1974, 1981 et 1988, le candidat de la gauche (François Mitterrand) est toujours arrivé en tête au premier comme au second tour, passant même à deux reprises la barre des 55 % en 1981 et 1988. En 1995, Lionel Jospin est arrivé en tête au premier comme au second tour, mais avec une majorité plus faible (50,2 % seulement). Lors de l'élection présidentielle de 2007, Nicolas Sarkozy est arrivé en tête au second tour, obtenant en effet 335 314 voix et 52,1 % des suffrages contre 308 072 et 47,9 % à son adversaire Ségolène Royal. Celle-ci est toutefois arrivée en tête à Grenoble avec plus de 58 % des suffrages. Cette situation inédite depuis trente ans pour les partis de droite n'a cependant pas empêché l'élection de six députés socialistes sur neuf lors des législatives de juin 2007. Les trois élus UMP du département le sont dans les arrondissements du Nord Isère (Vienne et La Tour-du-Pin) tandis que les députés PS sont élus dans les six circonscriptions issues du découpage de l'arrondissement de Grenoble.
De 2012 à 2017, 10 députés sur 13 appartiennent au PS. En 2018, il n'en reste plus qu'un sur 10, face à 8 députés LREM et 1 MoDem.
Cette situation politique se retrouve d'ailleurs dans la répartition des sièges au conseil départemental. En effet, lors des élections départementales de mars 2015, la grande majorité des cantons nord-isérois (arrondissements de Vienne et de La Tour-du-Pin) sont détenus par des élus UMP et divers droite (10 cantons sur 12). Au contraire, la majorité des cantons sud-isérois (arrondissement de Grenoble) sont détenus par la gauche (PS, PCF et EELV) avec 10 cantons sur 17.
Le département a connu une évolution sensible de son comportement lors des deux referenda européens de 1992 et 2005. Pour le traité de Maastricht, les Isérois avaient en effet dit Oui à 55,6 %. Lors de la consultation sur le Traité Constitutionnel Européen, ils ont par contre voté Non à 53,6 %, avec une majorité de près de 36 000 voix.

## Géographie
Le département de l'Isère se situe dans l'est et/ou dans le sud-est de la France, et fait partie de la région Auvergne-Rhône-Alpes. Il est limitrophe des départements du Rhône, de la métropole de Lyon et de la Loire au nord-ouest, de l'Ain au nord, de la Savoie à l'est, des Hautes-Alpes au sud-est et au sud, de la Drôme au sud-ouest et à l'ouest, et enfin de l'Ardèche à l'ouest.
- La ville principale du département est Grenoble, préfecture, 158 346 habitants (2012).
- Un fleuve, le Rhône, coule en Isère.

Ce département est très contrasté, avec :
- au nord, les Terres Froides, le plateau calcaire de l'Isle-Crémieu au bord du Rhône et au pied du Jura ;
- à l'ouest, la vallée du Rhône au pied du Massif central ;
- à mi-distance entre Grenoble et Vienne : la plaine de la Bièvre, les Chambarans, le pays de Valoire et le Pays Voironnais ;
- au centre-est, le massif de la Chartreuse ;
- au centre, l'axe nord-sud constitué par la vallée du Grésivaudan (ou Graisivaudan), morceau du sillon alpin qui mène de Grenoble à Chambéry ;
- sur la rive gauche de l'Isère, les massifs du Vercors, de Belledonne, des Grandes Rousses et des Écrins, où se situe le point culminant du département, à 4 087 m, le pic Lory, antécime de la barre des Écrins.

Paysages de l'Isère :
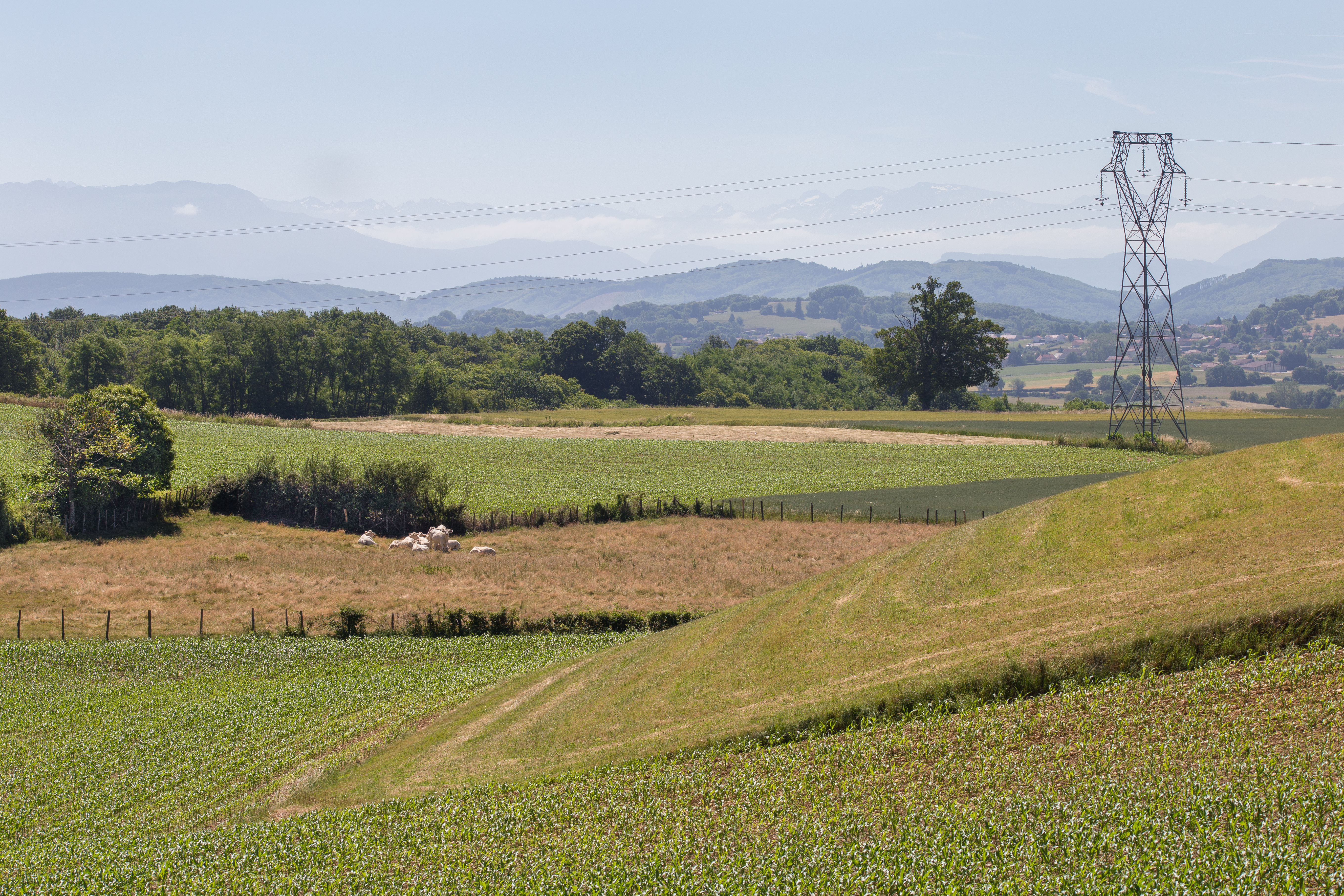
Vers Saint-Didier-de-Bizonnes, dans l'ouest.
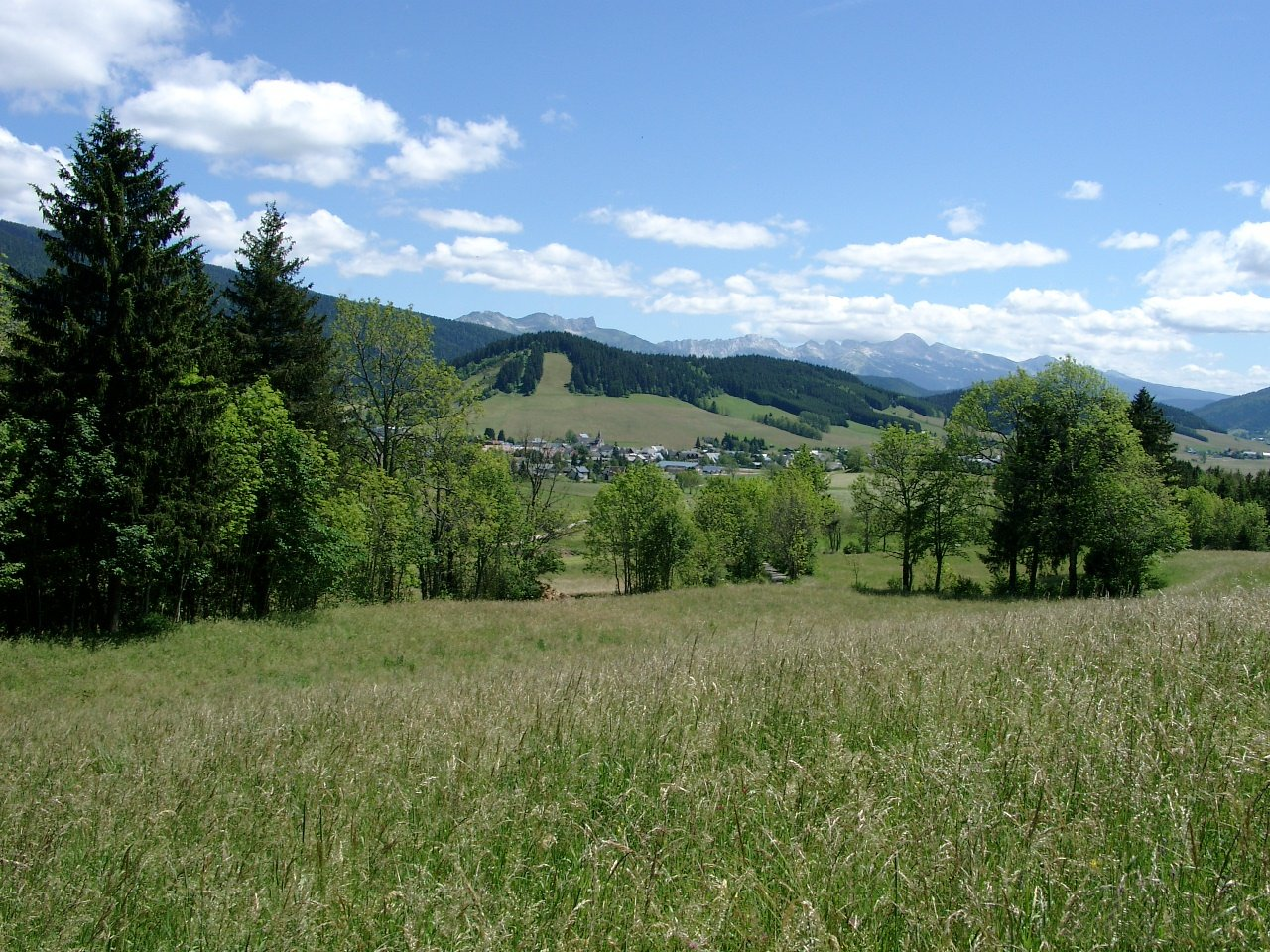
Autrans, dans le centre.
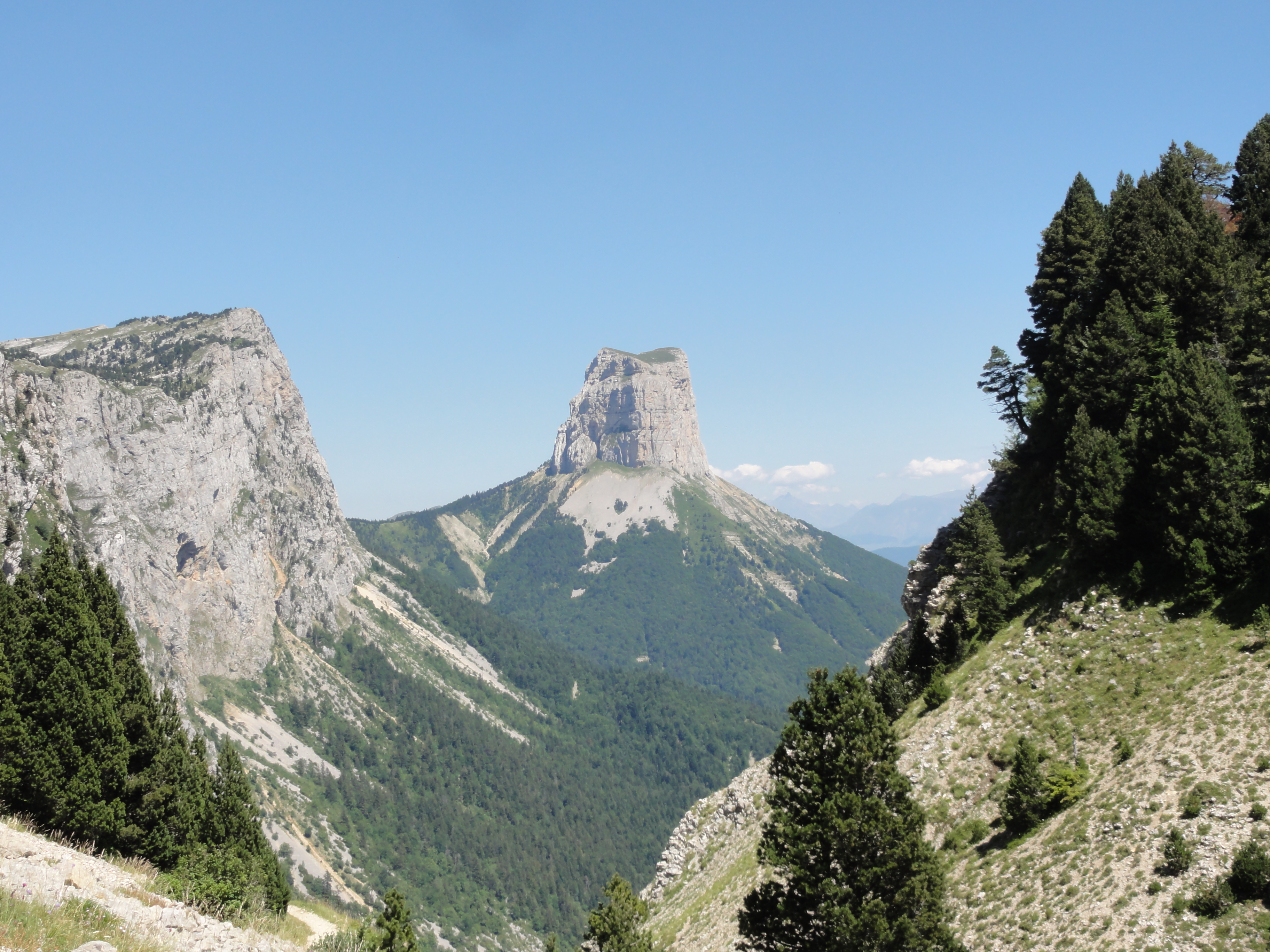
Le Mont Aiguille sur la commune de Chichilianne, une des sept merveilles du Dauphiné, dans le sud.
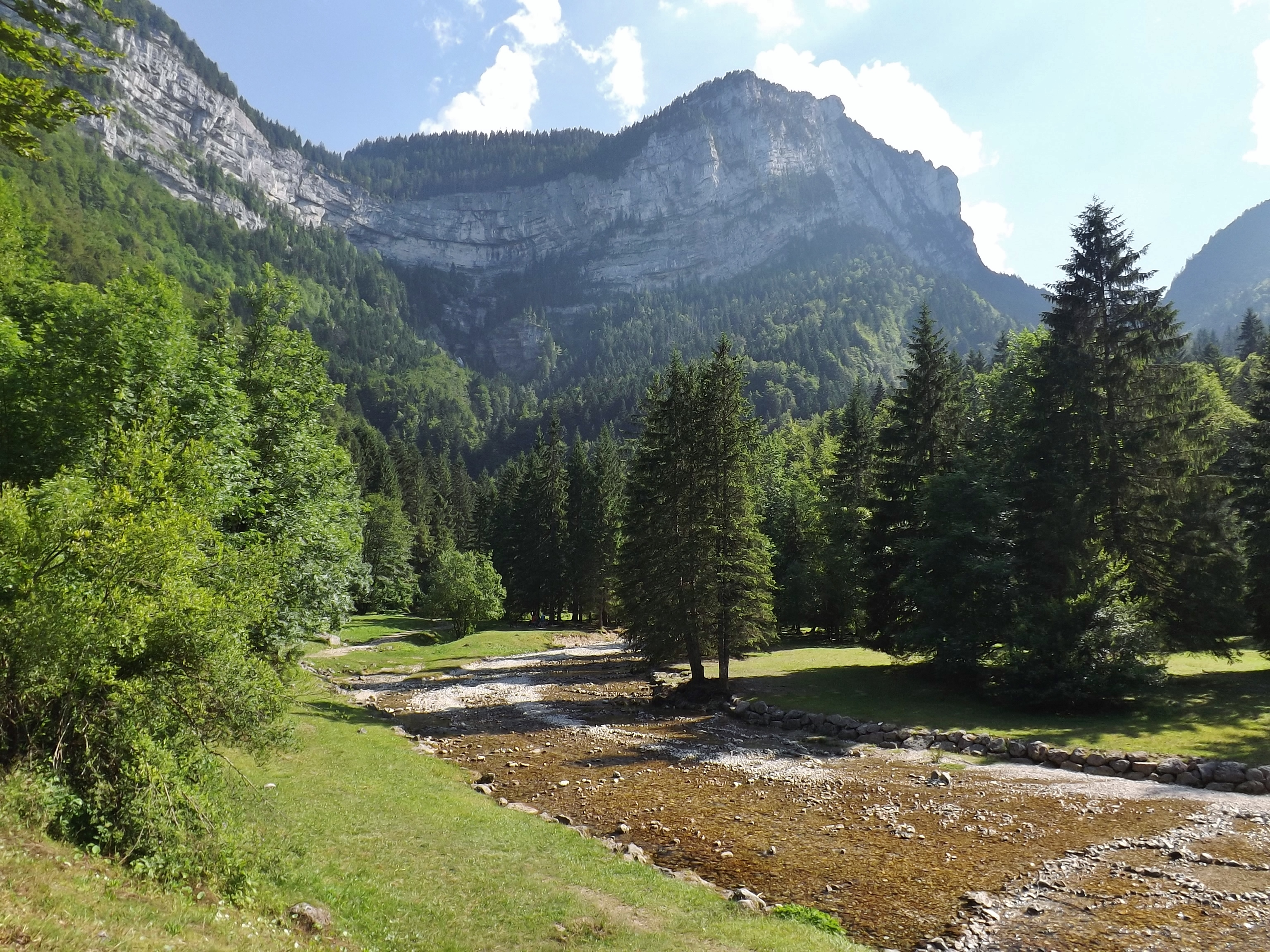
Vue du Guiers Vif en aval du cirque de Saint-Même, dans le nord-est.

## Environnement
L'Isère, pour des raisons biogéographiques notamment, possède un patrimoine environnemental exceptionnellement riche.
Dès les années 1990, le département a été précurseur, d'une politique de restauration et protection de corridors biologiques (avec des écoducs dans le cadre d'une trame verte et bleue), qui depuis 2001 a retenu l'attention de la Convention alpine, ce qui a justifié un prix et un diplôme remis au département par le ministère de l'environnement en 2011.
Le parc national des Écrins est pour partie en Isère.

## Climat
L'Isère est soumise à un climat très diversifié selon l'altitude et l'exposition : se mêlent les influences atlantique, continentale, alpine et aussi méditerranéenne dans le sud du département. Une partie du département connaît un climat montagnard marqué en raison de l'altitude élevée, jusqu'à plus de 4 000 mètres d'altitude dans le massif des Écrins.

## Économie

### Industrie
L'Isère est un département très urbanisé, dont les activités économiques sont diverses. Ces activités ont notamment tiré parti, dans le passé, de l'existence d'une ressource énergétique disponible et renouvelable : la houille blanche qui a permis de développer de nombreuses activités industrielles. Les activités économiques ont aussi été développées à partir de l'exploitation des ressources forestières comme des ressources agricoles, et de l'exploitation du gisement houiller de La Mure à partir du Premier Empire et plus encore au tournant du XIXe siècle et du XXe siècle.
Mais la qualité des réseaux de communication, le niveau élevé de qualification des salariés, la réalité d'une immigration de travail ancienne et importante, notamment venue d'Italie, sont autant d'autres éléments ayant conduit au développement de l'activité et à ses mutations les plus récentes.
De fait, les grandes entreprises iséroises sont présentes dans bien des domaines : industrie du papier, métallurgie, composants électroniques, biens d'équipement, chimie, agroalimentaire, etc. Peu de secteurs d'activité manquent à l'appel. Plusieurs sites nucléaires se trouvent en Isère, notamment la centrale nucléaire de Saint-Alban, le site nucléaire de Creys-Malville et l'ancienne usine de combustible de Veurey-Voroize.

### Secteur des services
Grenoble, centre administratif et universitaire important, a développé de nombreux emplois liés au commerce et aux services, avec un impact particulier de l'économie de matière grise, autour des activités informatiques, d'ingénierie et de conseil qui constituent de véritables filières d'activité.

### Tourisme

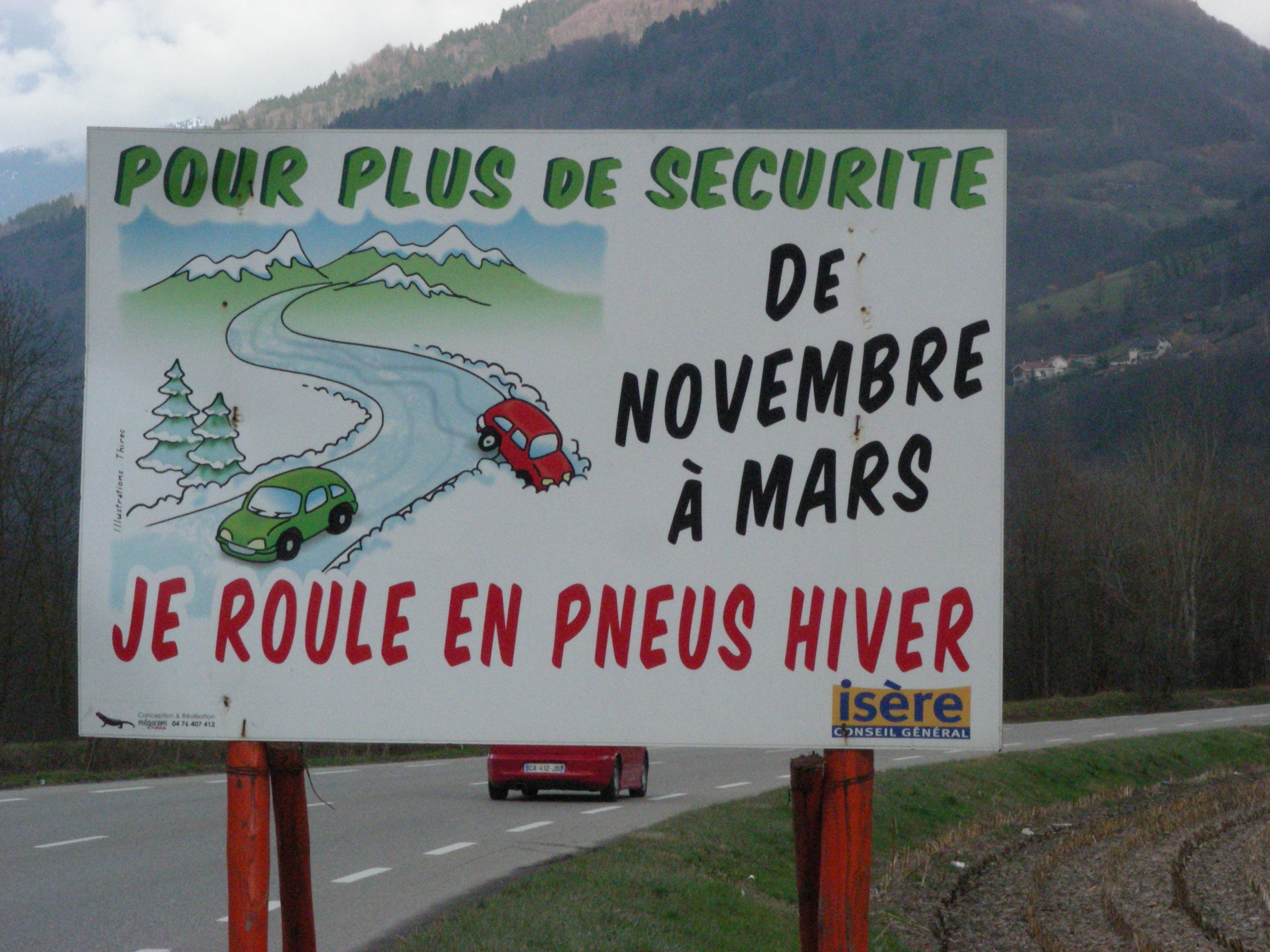
Panneau conseillant l'utilisation des pneus hiver

Le tourisme contribue de manière relativement importante à l'économie du département, avec plus d'une vingtaine de domaines skiables alpins et plusieurs domaines de ski nordique renommés. Le chiffre d'affaires des stations iséroises se situe au-dessus des 110 millions d'euros, soit le troisième rang français, après les départements de Savoie (plus de 550 millions d'euros) et de la Haute-Savoie (plus de 310 millions d'euros), voisin de celui du département des Hautes-Alpes.

### Agriculture
En 2020, le département compte 4830 exploitations agricoles sur 240 300 hectares de surface agricole utile, soit 30 % de la superficie du département. L'agriculture iséroise génère 460 millions d'euros de chiffre d'affaires en 2009.
L'agriculture est présente sur tout le département, y compris en région montagneuse, ce qui mène à la production de produits divers : la noix de Grenoble, le fromage Bleu de Sassenage et les vins de Savoie (produits aussi dans la commune iséroise de Chapareillan) sont des appellations d'origine protégée, tandis que les vins de l'Isère (20 cépages), le fromage Saint-Marcellin et une petite partie de la zone du fromage Gruyère français en Chartreuse sont d'indication géographique protégée.
Le bassin de consommation entre Grenoble, Lyon et Chambéry est propice au circuit court, qui représente une exploitation sur trois dans le département. L'Isère est aussi le département avec le plus de points de vente collectifs en 2010.

## Démographie
Pour la première fois depuis 1945, la population légale du département n'augmente quasiment pas entre les années 2015 et 2016 : 1 252 912 habitants soit seulement 1 852 habitants de plus. Grenoble, avec 158 180 habitants perd plus de 2 000 habitants en 2015. C'est également le cas de la circonscription de Grenoble qui perd 2 000 habitants avec 738 149 habitants. Seule la partie nord du département gagne des habitants (4 000) en raison surtout de la proximité et du dynamisme de Lyon.
En 2020, la population du département se monte à 1 277 513. (INSEE)

En 2022, le département comptait 1 291 380 habitants, en évolution de +3,07 % par rapport à 2016 (France hors Mayotte : +2,11 %).
| 1791 | 1801    | 1806    | 1821 | 1826 | 1831    | 1836    | 1841    | 1846 |
| ---- | ------- | ------- | ---- | ---- | ------- | ------- | ------- | ---- |
| -    | 435 888 | 471 660 | -    | -    | 550 258 | 573 645 | 588 660 | -    |

| 1851    | 1856    | 1861    | 1866    | 1872    | 1876    | 1881    | 1886    | 1891    |
| ------- | ------- | ------- | ------- | ------- | ------- | ------- | ------- | ------- |
| 603 497 | 576 637 | 577 748 | 581 386 | 575 784 | 581 099 | 580 271 | 581 680 | 572 145 |

| 1896    | 1901    | 1906    | 1911    | 1921    | 1926    | 1931    | 1936    | 1946    |
| ------- | ------- | ------- | ------- | ------- | ------- | ------- | ------- | ------- |
| 568 933 | 568 693 | 562 315 | 555 911 | 525 522 | 558 079 | 584 017 | 572 742 | 574 019 |

| 1954    | 1962    | 1968    | 1975    | 1982    | 1990      | 1999      | 2006      | 2011      |
| ------- | ------- | ------- | ------- | ------- | --------- | --------- | --------- | --------- |
| 626 116 | 729 789 | 768 490 | 860 339 | 936 771 | 1 016 228 | 1 094 006 | 1 169 491 | 1 215 212 |

| 2016      | 2021      | 2022      | - | - | - | - | - | - |
| --------- | --------- | --------- | - | - | - | - | - | - |
| 1 252 912 | 1 284 948 | 1 291 380 | - | - | - | - | - | - |

### Communes les plus peuplées
| Nom                  | Code Insee | Intercommunalité                  | Superficie (km2) | Population (dernière pop. légale) | Densité (hab./km2) | Modifier                                    |
| -------------------- | ---------- | --------------------------------- | ---------------- | --------------------------------- | ------------------ | ------------------------------------------- |
| Grenoble             | 38185      | Grenoble-Alpes Métropole          | 18,13            | 156 389 (2022)                    | 8 626              | modifier les données · modifier les données |
| Saint-Martin-d'Hères | 38421      | Grenoble-Alpes Métropole          | 9,26             | 38 022 (2022)                     | 4 106              | modifier les données · modifier les données |
| Échirolles           | 38151      | Grenoble-Alpes Métropole          | 7,86             | 36 708 (2022)                     | 4 670              | modifier les données · modifier les données |
| Vienne               | 38544      | CA Vienne Condrieu Agglomération  | 22,65            | 31 555 (2022)                     | 1 393              | modifier les données · modifier les données |
| Bourgoin-Jallieu     | 38053      | CA Porte de l'Isère               | 24,37            | 29 816 (2022)                     | 1 223              | modifier les données · modifier les données |
| Fontaine             | 38169      | Grenoble-Alpes Métropole          | 6,74             | 22 471 (2022)                     | 3 334              | modifier les données · modifier les données |
| Voiron               | 38563      | CA du Pays voironnais             | 21,90            | 21 604 (2022)                     | 986                | modifier les données · modifier les données |
| Villefontaine        | 38553      | CA Porte de l'Isère               | 11,63            | 19 018 (2022)                     | 1 635              | modifier les données · modifier les données |
| Meylan               | 38229      | Grenoble-Alpes Métropole          | 12,32            | 18 790 (2022)                     | 1 525              | modifier les données · modifier les données |
| Saint-Égrève         | 38382      | Grenoble-Alpes Métropole          | 10,88            | 17 930 (2022)                     | 1 648              | modifier les données · modifier les données |
| L'Isle-d'Abeau       | 38193      | CA Porte de l'Isère               | 9,11             | 17 096 (2022)                     | 1 877              | modifier les données · modifier les données |
| Seyssinet-Pariset    | 38485      | Grenoble-Alpes Métropole          | 10,65            | 11 784 (2022)                     | 1 106              | modifier les données · modifier les données |
| Sassenage            | 38474      | Grenoble-Alpes Métropole          | 13,31            | 11 579 (2022)                     | 870                | modifier les données · modifier les données |
| Le Pont-de-Claix     | 38317      | Grenoble-Alpes Métropole          | 5,60             | 10 846 (2022)                     | 1 937              | modifier les données · modifier les données |
| Charvieu-Chavagneux  | 38085      | CC Lyon Saint-Exupéry en Dauphiné | 8,65             | 10 459 (2022)                     | 1 209              | modifier les données · modifier les données |

### Aires urbaines
Le département comporte trois aires urbaines :
- l'aire urbaine de Grenoble, 11e de France avec 684 398 habitants en 2013[22] ;
- l'aire urbaine de Vienne ;
- l'aire urbaine de Lyon.

En 2012, l'Isère compte quelque 260 000 personnes âgées de 60 ans ou plus, ce qui représente 21,5 % de la population et situe le département en deçà de la moyenne régionale de 22,5 % et de la moyenne nationale de 23,7 %. L'Isère recense moins de 100 000 personnes âgées de 75 ans (8 % de la population totale).

### La communauté anglophone
L'Isère abrite une importante communauté anglophone. Il s'agit souvent de cadres travaillant pour des entreprises internationales comme HP, Caterpillar ou STMicroelectronics, principalement installés en vallée du Grésivaudan. Une partie de cette population n'est que de passage dans la région, de l'ordre de 2  ou   3 ans.

### La communauté italienne
Arrivés souvent aux alentours de la Seconde Guerre mondiale, les Italiens se sont installés en Isère pour fuir le fascisme ou trouver du travail et gagner leur vie. Le quartier Saint-Laurent et la ribambelle de pizzerias sur les quais de l'Isère à Grenoble en sont les témoins. À l'époque, ils se sont souvent vus confier les terres réputées infertiles des coteaux de la Chartreuse (Meylan, Saint-Ismier, etc.). De nombreux Isérois portent aujourd'hui [Quand ?] un nom à consonance italienne, parfois originaires du Val d'Aoste, région francophone d'Italie, qui ont la nationalité italienne mais dont le nom peut aussi être à consonance française. Le flux de nouveaux arrivants est aujourd'hui [Quand ?] quasiment tari.

## Agriculture
Le Conseil départemental de l’Isère mène une politique agricole agissant à plusieurs niveaux.

## Gastronomie
Riche de son identité agricole forte, l'Isère a développé une gastronomie authentique, fidèle à son terroir. Son emblème : le gratin dauphinois.
D’autres produits isérois sont réputés. À commencer par la Noix de Grenoble, le Saint-Marcellin ou encore la Chartreuse. L'Isère possède de nombreux produits locaux qui font la spécificité de la cuisine dauphinoise. Le département comporte des zones d'appellations décernées par l'INAO : AOC-AOP que la commune de Grenoble, capitale française des Alpes, liste dans son patrimoine gastronomique.
Autant de produits mis à l’honneur par les maîtres restaurateurs isérois mais aussi différentes confréries, à l’instar de la Confrérie du Gratin dauphinois créée en 2019.
Pour soutenir les produits issus du territoire, le Conseil départemental de l'Isère lance en partenariat avec Grenoble-Alpes Métropole, le Pays voironnais, le Grésivaudan, Entre Bièvre et Rhône, les chambres consulaires, et avec les professionnels agricoles, de la transformation et de la distribution, le Pôle Agroalimentaire de l'Isère. Cette association a pour mission de gérer la marque Is(H)ere.

## Tourisme

### Stations de sport d'hiver

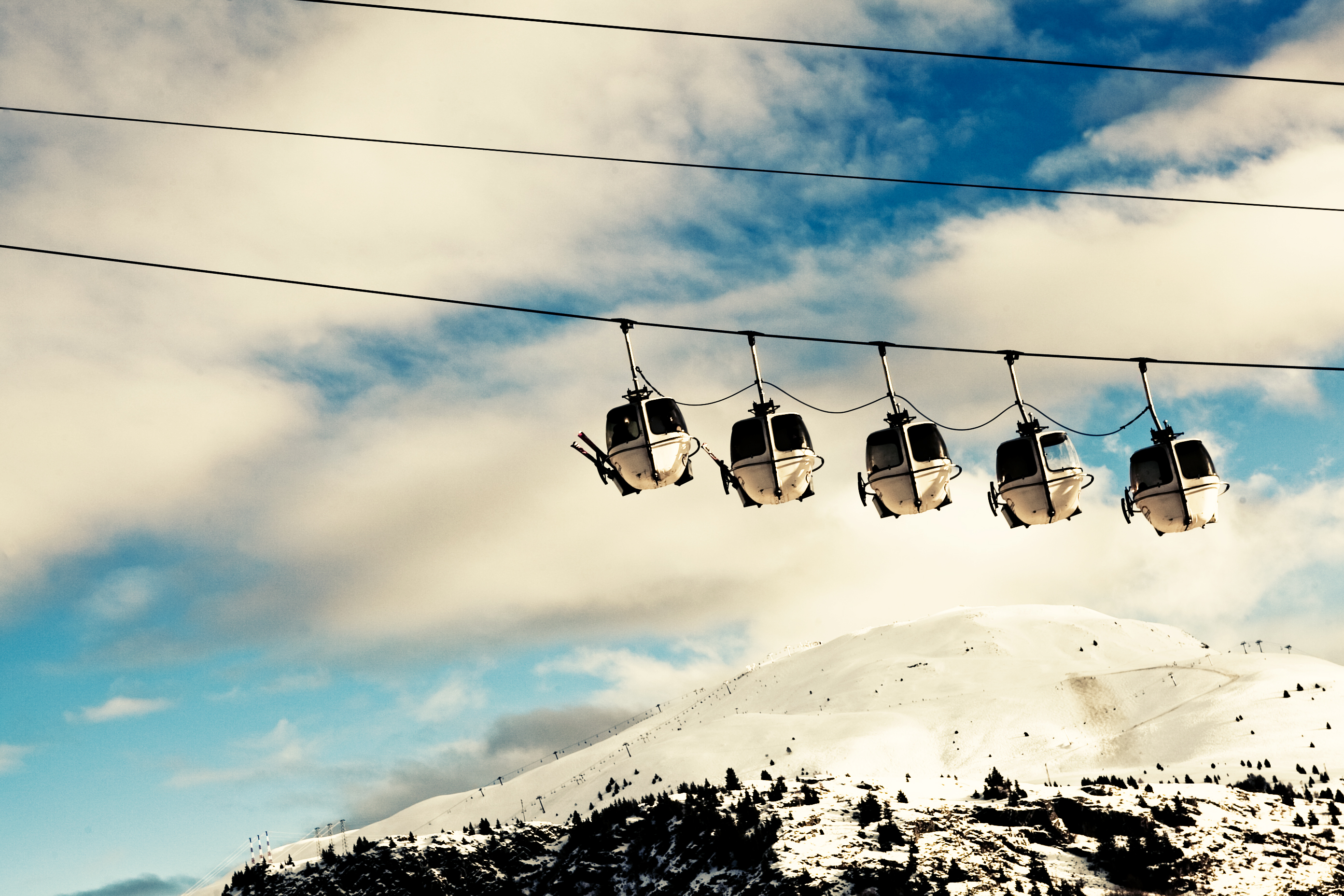
Remontée mécanique à Alpe d'Huez

Avec un chiffre d'affaires aux remontées mécaniques de 115 079 025 € pour la saison 2013/2014, l'Isère se place au 3e rang des départements français en matière de tourisme de montagne. Deux stations du département figurent parmi les 10 principales stations françaises quant à la fréquentation et la taille : l'Alpe d'Huez et les Deux Alpes.
En 2017, les 26 domaines de ski alpins isérois sont les suivants :
Oisans (massifs des Grandes Rousses et des Écrins)
1. l'Alpe d'Huez Grand Domaine Ski (domaine relié incluant les secteurs suivants : Alpe d'Huez, Huez, Vaujany, Oz-en-Oisans, Villard-Reculas, Auris-en-Oisans, Le Freney-d'Oisans, La Garde) ;
2. les Deux Alpes (incluant liaison piste et télésiège avec Mont-de-Lans et liaison télécabine avec Venosc ; station notamment célèbre pour son glacier permettant la pratique du ski d'été) ;
3. Les Hauts du Col (station haute du col d'Ornon avec 2 téléskis) ;
4. Le Plan du Col (en bord de la route peu avant le col d'Ornon avec 1 téléski) ;
Belledonne
5. Chamrousse (site des épreuves de ski alpin des Jeux olympiques d'hiver de 1968 ; portes d'entrées Chamrousse 1400, 1650, 1700 et 1750) ;
6. Les Sept Laux (Prapoutel, Pipay et Le Pleynet) ;
7. Le Collet d'Allevard ;
8. Domaine alpin du Barioz ;
Taillefer
9. l'Alpe du Grand Serre ;
Matheysine
10. La Motte-d'Aveillans (Les Signaraux) ;
11. Notre-Dame-de-Vaulx ;
Vercors
12. Saint-Nizier-du-Moucherotte ;
13. Lans-en-Vercors (Montagnes de Lans) ;
14. Lans-en-Vercors (L'Aigle) ;
15. Autrans (célèbre pour la Foulée blanche ; un seul site à La Sure, les téléskis du village ayant été démontés) ;
16. Méaudre ;
17. Rencurel (Les Coulmes/Col de Romeyère) ;
18. Villard-de-Lans/Corrençon-en-Vercors ;
19. Gresse-en-Vercors ;

Chartreuse
20. Saint-Pierre-de-Chartreuse (Le Planolet) ;
21. Les Egaux ;
22. Col de Porte - domaine de la Prairie ;
23. Col de Porte - domaine de Chamechaude ;
24. Le Sappey-en-Chartreuse ;
25. Saint-Hilaire-du-Touvet ;
26. Saint-Bernard-du-Touvet (Col de Marcieu).
Le domaine skiable alpin du Col du Coq a été abandonné pendant plusieurs années, avant que les téléskis y soient finalement démontés.

### Festivals
Le département accueille des festivals de renommée mondiale comme la Coupe Icare, un festival de vol libre, comprenant des parapentistes, parachutistes, etc., avec notamment toute une journée dédiée à des sauts en déguisements plus ou moins farfelus.[source insuffisante]
À Vienne, se déroule chaque année, en été, depuis 1981, le festival de jazz Jazz à Vienne, avec les plus grands noms du jazz mondial ; en mars-avril le Festival de l'humour ; mi-novembre, le Festival du polar "Sang d'Encre".
Le Festival Berlioz a lieu chaque année à la Côte Saint-André.
À Allemond et ses environs, a lieu le « festival de la magie de l'Eau » d'Olle.[source insuffisante]
À l'Alpe-d'Huez se déroulent chaque année le Festival international du film de comédie de l'Alpe-d'Huez et le Festival de la Bande dessinée.
À Chamrousse a lieu le Chamrousse Adventure Festival en juillet.
À Saint-Pierre-de-Chartreuse, les Rencontres Brel, en juillet.
À Uriage-les-Bains, le Festival de musiques du monde "Uriage en voix", en septembre.
À Grenoble, le Festival des Maudits Films, en janvier, le Festival de la marionnette, en février, le Festival du film sur la Résistance, en mars, les Détours de Babel et Grenoble Gospel Jazz Festival, en avril, le Festival Quartiers Libres, en juin, les Rencontres du jeune théâtre européen, le festival de musique Cabaret Frappé, le festival du court-métrage en plein air, en juillet, le Festival Magicbus en mai, le Festival Holocène, le Festival Musée Électronique, la Fête du Travailleur Alpin en juin, le Noise Fest en juin également, le Festival 38es Rugissants, le Festival international du cirque et la Rencontre du cinéma italien en novembre.
Le Festival folklorique de Montseveroux (ORCIV), dernière semaine de juillet et première d'août.
Le Festival Musiques en Vercors au mois d'août.
Le Festival de la voix soliste de Méaudre en septembre.
Le Festival d'humour et de création de Villard-de-Lans en octobre.
Le festival du film pour enfants à Lans-en-Vercors pendant les vacances de Noël.
Le Festival international du film "Montagne et Aventure" d'Autrans, en décembre.
À Corps, le Festival "Les Nuits Musicales", de fin juillet à mi-août.
À Voiron, le Festival de jazz de Voiron, début avril, le Festival des cultures du monde, début juillet.
À Mens, le Festival "Mens Alors", de fin juillet à début août.
À Saint-Antoine-l'Abbaye, le Festival de musique sacrée de fin juin à fin septembre et festival de théâtre contemporain "Textes en l'air" en juillet.
Le festival des randonnées musicales du Ferrand qui a lieu chaque année dernière semaine de juillet et première d'août.
À l'Alpe-d'Huez se déroule le grand festival Tomorrowland dans sa version hiver : Tomorrowland Winter

### Les résidences secondaires
Selon le recensement général de la population du 1er janvier 2008, 8,8 % des logements disponibles dans le département étaient des résidences secondaires.
Ce tableau indique les principales communes de l'Isère dont les résidences secondaires et occasionnelles dépassent 10 % des logements totaux en 2008. On peut remarquer que les communes concernées se situent, essentiellement, dans des stations de sport d'hiver :
| Commune                                            | Population SDC | Nombre de logements | Résidences secondaires | % résidences secondaires |
| -------------------------------------------------- | -------------- | ------------------- | ---------------------- | ------------------------ |
| Chamrousse                                         | 466            | 2 944               | 2 706                  | 91,92%                   |
| Auris (Auris-en-Oisans, Alpe d'Huez Grand Domaine) | 203            | 1 130               | 1 017                  | 90,00%                   |
| Huez (Alpe d'Huez Grand Domaine)                   | 1 311          | 5 991               | 5 340                  | 89,14%                   |
| La Morte (Alpe du Grand Serre)                     | 147            | 643                 | 561                    | 87,28%                   |
| La Ferrière (Les Sept Laux)                        | 226            | 858                 | 747                    | 87,11%                   |
| Mont-de-Lans (Les Deux Alpes)                      | 1 130          | 4 595               | 3 998                  | 87,00%                   |
| Oz (Alpe d'Huez Grand Domaine)                     | 212            | 857                 | 743                    | 86,90%                   |
| Villard-Reculas (Alpe d'Huez Grand Domaine)        | 63             | 292                 | 252                    | 86,29%                   |
| Corrençon-en-Vercors                               | 362            | 1 082               | 922                    | 85,20%                   |
| Venosc (Les Deux Alpes)                            | 830            | 2 723               | 2 301                  | 84,52%                   |
| Les Adrets (Les Sept Laux)                         | 796            | 1 738               | 1 395                  | 80,28%                   |
| Gresse-en-Vercors                                  | 382            | 971                 | 776                    | 79,96%                   |
| Valjouffrey                                        | 135            | 296                 | 216                    | 73,10%                   |
| Vaujany (Alpe d'Huez Grand Domaine)                | 319            | 588                 | 428                    | 72,81%                   |
| Villard-de-Lans                                    | 4 035          | 5 524               | 3 653                  | 66,12%                   |
| Château-Bernard                                    | 277            | 393                 | 256                    | 65,09%                   |
| Autrans                                            | 1 681          | 1 904               | 1 126                  | 59,14%                   |
| Saint-Pierre-de-Chartreuse                         | 950            | 1 052               | 592                    | 56,30%                   |
| Saint-Pierre-d'Entremont                           | 565            | 527                 | 262                    | 49,71%                   |
| Allemond                                           | 880            | 882                 | 405                    | 45,92%                   |
| Lans-en-Vercors                                    | 2 474          | 1 895               | 806                    | 42,50%                   |
| Méaudre                                            | 1 281          | 928                 | 375                    | 40,38%                   |
| Allevard                                           | 3 796          | 2 778               | 941                    | 33,88%                   |
| Mens                                               | 1 421          | 917                 | 258                    | 28,17%                   |
| Le Bourg-d'Oisans                                  | 3 377          | 1 896               | 307                    | 16,19%                   |

Sources :
- Source INSEE, chiffres au 01/01/2008.